# Ченці (Волоколамський район)
Ченці (рос. Ченцы) - присілок, підпорядкований місту Волоколамську Московської області Російської Федерації.
Муніципальне утворення — Волоколамський міський округ. У 2006-2019 роках органом місцевого самоврядування було міське поселення Волоколамськ. Населення становить 213 осіб (2013).

## Географія
Село розташоване на схід від Волоколамська, поруч із Волоколамським шосе. Найближчі населені пункти Горки, Миканіно, Муромцево.

## Історія
З 14 січня 1929 року входить до складу новоутвореної Московської області. Раніше належало до Волоколамського повіту Московської губернії. Належало до Волоколамського району до його ліквідації 9 червня 2019 року.
Сучасне адміністративне підпорядкування з 2019 року.